# Shona M. Bell
Shona Margaret Bell ( - 4 de diciembre de 2011) fue una botánica, paleobotánica, exploradora, curadora, taxónoma, y profesora neozelandesa.
Realizó actividades académicas y científicas en el Departamento de Geología, del Servicio de Prospección Geológica de Nueva Zelanda.

## Algunas publicaciones
- shona m. Bell, h.j. Harrington, i.c. McKellar. 1956. Lower Mesozoic Plant Fossils from Black Jacks, Waitaki River, South Canterbury. N.Z.Geological Survey.

## Honores

### Membresías
- IAPT - International Association for Plant Taxonomy.[5]

### Eponimia
Género fósil de alga terciaria
- (Codiaceae) Shonabellia
- La abreviatura «S.M.Bell» se emplea para indicar a Shona M. Bell como autoridad en la descripción y clasificación científica de los vegetales.[6]